# 카스텔조르조
카스텔조르조(이탈리아어: Castel Giorgio)는 이탈리아 움브리아주 테르니도에 위치한 코무네이다. 페루자로부터 남서쪽 60km, 테르니로부터 북서쪽 60km 거리에 있다.

## 역사
카스텔조르조 지역에는 1993년에 발견된 빌라노바 문화에 속하는 선사시대의 거주지가 남아있다. 또한 현재는 에트루리아의 네크로폴리스 (기원전 3세기-기원전 2세기)와 로마 시대의 저택들과 도로(트라이나 노바 가도, 카시아 가도)가 남아있다.
이마을은 1477년에 오르비에토의 주교 조르조 델라 로베레(Giorgio della Rovere)의 거주지이자 성의 목적으로 세워졌다. 일부 우역곡절 후에, 궁전은 1610년-1620년 사이에 자코모 센네시오 추기경에 의해, 오르비에토의 고위 성직자들의 여름 휴향지로 개조되었다.